# Cicadomorphus
Cicadomorphus is een geslacht van vlinders van de familie Uilen (Noctuidae), uit de onderfamilie Pantheinae.

## Soorten
- Cicadomorphus chicharra Martinez, 2020[1]
- Cicadomorphus chuya Martinez, 2020[1]
- Cicadomorphus falkasiska Martinez, 2020[1]
- Cicadomorphus lilianae Martinez, 2020[1]